# Thymoites marxi
Thymoites marxi là một loài nhện trong họ Theridiidae.
Loài này thuộc chi Thymoites. Thymoites marxi được miêu tả năm 1906 bởi Crosby.